# Alvin R. Dyer

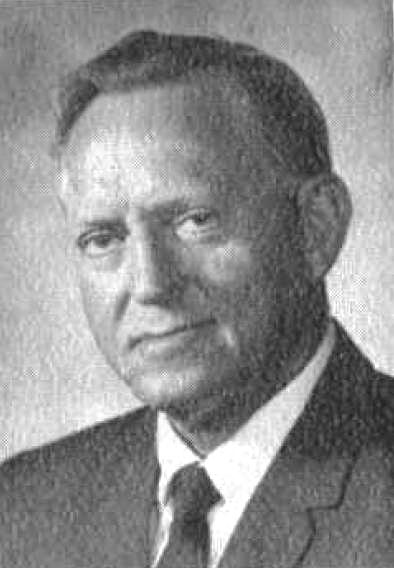
Alvin R. Dyer (1970)

Alvin Rulon Dyer (* 1. Januar 1903 in Salt Lake City, Utah; † 6. März 1977 ebenda) war ein Apostel der Kirche Jesu Christi der Heiligen der Letzten Tage und bekleidete als solcher verschiedene Kirchenämter.

## Leben
Dyer wuchs in einer Familie mit 13 Kindern auf. Er besuchte die West High School in Salt Lake City. Von 1922 bis 1924 war er Missionar in der Eastern States Mission. Nach seiner Rückkehr nach Utah bekam Dyer, der während der High School ein talentierter Baseballspieler gewesen war, die Möglichkeit, eine professionelle Baseballspielerkarriere zu starten. Er lehnte dies jedoch ab, um sich weiterhin kirchlich zu betätigen. Dyer besuchte Kurse in Maschinenbau und wurde im Klimaanlagengewerbe tätig. Unter anderem war er von 1934 bis 1949 Manager der entsprechenden Abteilung der Utah Builders Supply und gründete anschließend sein eigenes Unternehmen. Später wurde er Leiter der Central States Mission seiner Kirche. Im Oktober 1958 wurde er zum Assistenten des Kollegiums der Zwölf Apostel berufen. Dies blieb er bis zu seiner Berufung zum Apostel der Kirche Jesu Christi der Heiligen der Letzten Tage im Oktober 1967. Im April 1968 wurde er von Präsident David O. McKay zum Ratgeber der Ersten Präsidentschaft berufen. Als die Erste Präsidentschaft mit McKays Tod 1970 aufgelöst wurde, wurde Dyer erneut Assistent des Kollegiums der Zwölf Apostel. Im Oktober 1976 wurde dieses Amt abgeschafft und Dyer wurde Mitglied des Ersten Kollegiums der Siebzig.
Dyer war verheiratet und hatte zwei Kinder, einen Sohn und eine Tochter.